# Línea N23 (EMT Madrid)
La línea N23 de la empresa municipal de autobuses de Madrid es una línea nocturna que conecta la Plaza de Cibeles con Mirasierra y el PAU de Montecarmelo. Su recorrido es similar al de las líneas diurnas 37 (entre Cibeles y Cuatro Caminos), 66/124 (entre Cuatro Caminos y Plaza de Castilla), 42 (entre Plaza de Castilla y Barrio del Pilar), 133 (entre Herrera Oria y Mirasierra) y 134 (entre Mirasierra y Montecarmelo).

## Características
La línea, al igual que todas las líneas nocturnas de Madrid de la red de búhos, empieza su camino en la plaza de Cibeles y sus horarios de salida de la misma coinciden con los de otras líneas para permitir el transbordo. Desde el 30 de septiembre de 2013 deja de circular por el Paseo de la Castellana, para hacerlo por Génova, Santa Engracia y Bravo Murillo.

## Horarios
| Domingos a jueves y festivos           |                        |                        |                        |                        |                        |                        |                        |                        |                        |                        |                        |                        |                        |                        |                        |
| Cibeles > Montecarmelo                 | Cibeles > Montecarmelo | Cibeles > Montecarmelo | Cibeles > Montecarmelo | Cibeles > Montecarmelo | Cibeles > Montecarmelo | Cibeles > Montecarmelo | Cibeles > Montecarmelo | Montecarmelo > Cibeles | Montecarmelo > Cibeles | Montecarmelo > Cibeles | Montecarmelo > Cibeles | Montecarmelo > Cibeles | Montecarmelo > Cibeles | Montecarmelo > Cibeles | Montecarmelo > Cibeles |
| 00                                     | 01                     | 02                     | 03                     | 04                     | 05                     | 06                     | 07                     | 23                     | 00                     | 01                     | 02                     | 03                     | 04                     | 05                     | 06                     |
| 00 35                                  | 10 45                  | 20 55                  | 30                     | 05 40                  | 15                     |                        |                        | 40                     | 15 50                  | 25                     | 00 35                  | 10 45                  | 20                     | 00 45                  |                        |
| Viernes, sábados y vísperas de festivo |                        |                        |                        |                        |                        |                        |                        |                        |                        |                        |                        |                        |                        |                        |                        |
| Cibeles > Montecarmelo                 | Cibeles > Montecarmelo | Cibeles > Montecarmelo | Cibeles > Montecarmelo | Cibeles > Montecarmelo | Cibeles > Montecarmelo | Cibeles > Montecarmelo | Cibeles > Montecarmelo | Montecarmelo > Cibeles | Montecarmelo > Cibeles | Montecarmelo > Cibeles | Montecarmelo > Cibeles | Montecarmelo > Cibeles | Montecarmelo > Cibeles | Montecarmelo > Cibeles | Montecarmelo > Cibeles |
| 00                                     | 01                     | 02                     | 03                     | 04                     | 05                     | 06                     | 07                     | 23                     | 00                     | 01                     | 02                     | 03                     | 04                     | 05                     | 06                     |
| 00 20 40                               | 00 15 30 45            | 00 15 30 45            | 00 15 30 45            | 00 15 30 45            | 00 20 45               | 15                     | 00                     | 30 55                  | 20 40                  | 00 15 30 45            | 00 15 30 45            | 00 15 30 45            | 00 15 30 50            | 10 30 50               | 15                     |
| Sólo sábados y vísperas de festivo     |                        |                        |                        |                        |                        |                        |                        |                        |                        |                        |                        |                        |                        |                        |                        |

## Recorrido y paradas

### Sentido Montecarmelo
| Código | Parada                                         | Común con             | Conexiones con Metro y Cercanías       | Otros |
| ------ | ---------------------------------------------- | --------------------- | -------------------------------------- | --- |
| 73     | CIBELES (Pº Recoletos, 1)                      | N25 N26               | Banco de España                        | Líneas N1, N2, N3, N4, N5, N6, N7, N8, N9, N10, N11, N12, N13, N14, N15, N16, N17, N18, N19, N20, N21, N22, N23, N24, N25, N26 y Exprés Aeropuerto (N27) |
| 65     | Biblioteca Nacional                            | N1 N4 N22 N24 N25 N26 | Recoletos                              | |
| 1232   | Metro Colón                                    | N25 N26               | Colón                                  | |
| 1230   | Alonso Martínez (C/ Génova, 1)                 |                       | Alonso Martínez                        | |
| 1865   | Alonso Martínez (C/ Santa Engracia, 4)         |                       | Alonso Martínez                        | |
| 1868   | Plaza Chamberí                                 |                       |                                        | |
| 1869   | Iglesia                                        |                       | Iglesia                                | |
| 1397   | Santa Engracia-Bretón de los Herreros          |                       |                                        | |
| 1398   | Metro Ríos Rosas                               |                       | Ríos Rosas                             | |
| 1420   | Cuatro Caminos                                 |                       | Cuatro Caminos                         | NC1 NC2 |
| 1568   | Alvarado                                       |                       | Alvarado                               | |
| 1571   | Estrecho                                       |                       | Estrecho                               | |
| 4083   | Bravo Murillo-María Zayas                      |                       | Tetuán                                 | |
| 2651   | Plaza de la Remonta                            |                       | Valdeacederas                          | |
| 1533   | Junta Municipal Tetuán                         | N22                   |                                        | |
| 5014   | Avenida de Asturias-Plaza de Castilla          |                       | Plaza de Castilla                      | N24 |
| 5016   | Avenida de Asturias-Cañaveral                  |                       |                                        | |
| 5018   | Metro La Ventilla                              |                       | Ventilla                               | |
| 5020   | Avenida de Asturias-Pinos Baja                 |                       |                                        | |
| 5212   | Metro Barrio del Pilar                         |                       | Barrio del Pilar                       | |
| 5213   | Metro Barrio del Pilar (C/ Ginzo de Limia, 22) |                       | Barrio del Pilar                       | |
| 1544   | Ginzo de Limia-La Vaguada                      |                       |                                        | |
| 1546   | Ginzo de Limia-Sangenjo                        | N22                   |                                        | |
| 1636   | Valencia de Don Juan-Ginzo de Limia            |                       | Herrera Oria                           | |
| 5382   | Valencia de Don Juan-Patones                   |                       |                                        | |
| 1637   | Valencia de Don Juan-Alfredo Marquerie         |                       |                                        | |
| 3293   | Alfredo Marquerie                              |                       |                                        | |
| 3294   | Nuria-Peña Sirio                               |                       |                                        | |
| 3571   | La Masó-Nuria                                  |                       |                                        | |
| 1753   | La Masó-Marbella                               |                       |                                        | |
| 1762   | Costa Brava-La Masó                            |                       |                                        | |
| 3623   | Paco de Lucía                                  |                       | Paco de Lucía Mirasierra-Paco de Lucía | |
| 2864   | Monasterio Silos-Monasterio Huelgas            |                       |                                        | |
| 2968   | Monasterio Silos-Monasterio Montesclaros       |                       |                                        | |
| 2970   | Monasterio Silos-Avenida Montecarmelo          |                       |                                        | |
| 1021   | Metro Montecarmelo                             |                       | Montecarmelo                           | |
| 1022   | Monasterio Silos-Monasterio Liébana            |                       |                                        | |
| 1025   | Monasterio Silos-Monasterio Sobrado            |                       |                                        | |
| 3279   | MONTECARMELO (C/ Monasterio de Arlanza)        |                       |                                        | |

### Sentido Plaza de Cibeles
| Código | Parada                                   | Común con          | Conexiones con Metro y Cercanías       | Otros |
| ------ | ---------------------------------------- | ------------------ | -------------------------------------- | --- |
| 3279   | MONTECARMELO (C/ Monasterio de Arlanza)  |                    |                                        | |
| 1026   | Monasterio Escorial-Monasterio Sobrado   |                    |                                        | |
| 1028   | Monasterio Escorial-Monasterio Liébana   |                    |                                        | |
| 1029   | Metro Montecarmelo                       |                    | Montecarmelo                           | |
| 3626   | Monasterio Escorial-Avenida Montecarmelo |                    |                                        | |
| 3628   | Monasterio Escorial-Montesclaros         |                    |                                        | |
| 3625   | Santuario Valverde-Monasterio Silos      |                    |                                        | |
| 3624   | Monasterio Huelgas-Monasterio Silos      |                    |                                        | |
| 3622   | Paco de Lucía                            |                    | Paco de Lucía Mirasierra-Paco de Lucía | |
| 1761   | Costa Brava-La Masó                      |                    |                                        | |
| 3996   | La Masó-Marbella                         |                    |                                        | |
| 3572   | La Masó-Nuria                            |                    |                                        | |
| 51091  | Nuria-Peña Sirio                         |                    |                                        | |
| 3228   | Alfredo Marquerie                        |                    |                                        | |
| 3229   | Valencia de Don Juan-Alfredo Marquerie   |                    |                                        | |
| 1612   | Fermín Caballero-Patones                 |                    |                                        | |
| 1547   | Ginzo de Limia-Sangenjo                  |                    | Herrera Oria                           | |
| 1545   | Ginzo de Limia-La Vaguada                |                    |                                        | |
| 1778   | Metro Barrio del Pilar                   |                    | Barrio del Pilar                       | |
| 1777   | Ginzo de Limia-Ferrol                    |                    |                                        | |
| 5021   | Avenida de Asturias-Pinos Baja           |                    |                                        | |
| 5019   | Metro La Ventilla                        |                    | Ventilla                               | |
| 5017   | Avenida de Asturias-Cañaveral            |                    |                                        | |
| 5015   | Avenida de Asturias-Plaza de Castilla    |                    | Plaza de Castilla                      | N24 |
| 1532   | Junta Municipal Tetuán                   | N22                |                                        | |
| 4147   | Plaza de la Remonta                      |                    | Valdeacederas                          | |
| 569    | Bravo Murillo-María Zayas                |                    | Tetuán                                 | |
| 1859   | Estrecho                                 |                    | Estrecho                               | |
| 1600   | Alvarado                                 |                    | Alvarado                               | |
| 1419   | Cuatro Caminos                           |                    | Cuatro Caminos                         | NC1 NC2 |
| 4496   | Juan Zorrilla                            |                    |                                        | |
| 1383   | Canal                                    |                    | Canal                                  | |
| 3389   | Bravo Murillo-Quevedo                    |                    | Quevedo                                | |
| 3379   | Quevedo                                  |                    | Quevedo                                | |
| 3375   | Fuencarral-Bilbao                        |                    | Bilbao                                 | |
| 1227   | Sagasta                                  |                    |                                        | |
| 1229   | Alonso Martínez                          |                    | Alonso Martínez                        | |
| 5626   | Biblioteca Nacional                      | N1 N22 N24 N25 N26 | Recoletos                              | |
| 73     | CIBELES (Pº Recoletos, 1)                | N25 N26            | Banco de España                        | Líneas N1, N2, N3, N4, N5, N6, N7, N8, N9, N10, N11, N12, N13, N14, N15, N16, N17, N18, N19, N20, N21, N22, N23, N24, N25, N26 y Exprés Aeropuerto (N27) |

## Galería de imágenes

Mapa zonal de la estación de Iglesia con los accesos al Metro y Cercanías y los recorridos de los autobuses de la EMT que pasan por ella, entre los que se encuentra la línea N23.
Mapa zonal de la estación de Ríos Rosas con los accesos al Metro y Cercanías y los recorridos de los autobuses de la EMT que pasan por ella, entre los que se encuentra la línea N23.